# Згода (Люблінське воєводство)
Згода (пол. Zgoda) — село в Польщі, у гміні Лазіська Опольського повіту Люблінського воєводства.
Населення — 218 осіб (2011).
У 1975-1998 роках село належало до Люблінського воєводства.

## Демографія
Демографічна структура станом на 31 березня 2011 року:
|          | Загалом | Допрацездатний вік | Працездатний вік | Постпрацездатний вік |
| -------- | ------- | ------------------ | ---------------- | -------------------- |
| Чоловіки | 112     | 23                 | 74               | 15                   |
| Жінки    | 106     | 21                 | 57               | 28                   |
| Разом    | 218     | 44                 | 131              | 43                   |